# Eleocharis valleculosa
Eleocharis valleculosa är en halvgräsart som beskrevs av Jisaburo Ohwi. Eleocharis valleculosa ingår i släktet småsäv, och familjen halvgräs.

## Underarter
Arten delas in i följande underarter:
- E. v. setosa
- E. v. valleculosa